# دانشکده علوم پزشکی ساوه
دانشکده علوم پزشکی ساوه دانشکده‌ای زیر نظر وزارت بهداشت، درمان و آموزش پزشکی واقع در شهر ساوه می‌باشد که در سال ۱۳۷۶ زیرنظر دانشگاه علوم پزشکی اراک شروع به‌کار کرد. این دانشکده درپی ارتقا دانشکده پرستاری ساوه در سال ۱۳۹۲ تأسیس شد و مسئول ارائه خدمات بهداشتی درمانی به جمعیتی بیش از ۳۵۰ هزار نفر در شهرستان‌های ساوه و زرندیه در شمال استان مرکزی است. این دانشکده ارائه‌دهندهٔ رشته‌های پزشکی و پرستاری و پیراپزشکی است.

## تاریخچه
دانشکده پرستاری ساوه در سال ۱۳۷۶ توسط دکتر سیدامیرحسین کاشی زیر نظر دانشگاه علوم پزشکی اراک تأسیس گشت. در سال ۱۳۹۲ در دویست و چهل و سومین جلسه شورای گسترش وزارت بهداشت درمان و آموزش پزشکی مجوز تأسیس دانشکده علوم پزشکی و خدمات بهداشتی درمانی ساوه صادر گردید.

## رشته‌ها
- پزشکی
- مامایی
- هوشبری
- پرستاری
- اتاق عمل
- بهداشت محیط
- بهداشت عمومی
- بهداشت حرفه ای
- فوریت‌های پزشکی
- فناوری اطلاعات سلامت[۱۱][۱۲]

## بیمارستان‌ها
- بیمارستان مدرس
- بیمارستان شهدای ۱۷ شهریور
- بیمارستان شهدای آسیابک[۱۳]
- بیمارستان امام رضا

## مراکز تحقیقاتی
- مرکز تحقیقات عوامل اجتماعی مؤثر بر سلامت[۱۴]